# Sótony
Sótony è un comune dell'Ungheria di 696 abitanti (dati 2001). È situato nella contea di Vas.